# Imanol Estévez
Imanol Estévez Salas (Vitoria, 11 januari 1993) is een Spaans-Baskisch voormalig wielrenner die in 2017 zijn carrière afsloot bij voor Euskadi Basque Country-Murias.

## Carrière
In 2016 wist Estévez de eerste etappe van de Ronde van Alentejo te winnen door in een sprint heuvelop David de la Fuente en Jesús Ezquerra naar de dichtste ereplaatsen te verwijzen. De leiderstrui die hij daaraan overhield raakte hij een dag later kwijt aan Enric Mas.
In april 2017 beëindigde Estévez om persoonlijke redenen zijn carrière.

## Overwinningen
2016
Jongerenklassement GP Liberty Seguros
1e etappe Ronde van Alentejo

## Ploegen
- 2015 –  Murias Taldea
- 2016 –  Euskadi Basque Country-Murias
- 2016 –  Euskadi Basque Country-Murias (tot 4-4)

Bagües · Barrenetxea · Bizkarra · Bravo · Estévez · García · González · Insausti · Intziarte · Lizarralde · Orbe · Txoperena · Aranburu (stagiair)
Aranburu · Bagües · Barrenetxea · Bizkarra · Bravo · Estévez · Ad. González · Ai. González · Insausti · Iturria · Lizarralde · Olaberria · Txoperena · Udondo · Irizar (stagiair) · Rodríguez (stagiair)
Bagües · Barrenetxea · Bizkarra · Bravo · Estévez · Ad. González · Ai. González · Irizar · Iturria · Lizarralde · Olaberria · Rodríguez · Txoperena · Udondo · Barthe (stagiair) · Juaristi (stagiair)